# Felicitas (Dogaressa)
Felicitas Particiaco war die Ehefrau des Dogen Giustiniano Particiaco, in den zeitlich näheren Quellen Justinianus genannt. Dieser regierte zunächst als Mitherrscher seines Vaters Agnellus, dann von 827 bis 829 allein. Der Sohn der Felicitas und des Iustinianus, Agnellus (II.), herrschte als Mitdoge zu Lebzeiten seines Großvaters Agnellus (I.) und seines Vaters, starb jedoch bereits vor seinem Vater in Konstantinopel. Felicitas ist die erste Ehefrau eines Dogen, deren Name sicher überliefert ist, nämlich aus dem Testament ihres Gatten. In älteren Publikationen erscheint sie mit der Namensform Felicita Partecipazio.
Felicitas wurde im Testament ihres Ehemannes, einem der wichtigsten Dokumente zur frühmittelalterlichen Wirtschaftsgeschichte Venedigs und zugleich die zeitlich nächste Quelle, nicht nur als Nachlassverwalterin und Erbin eingesetzt, sondern sie sollte auch für eine geeignete Stätte für die Reliquien des hl. Markus Sorge tragen, die während seiner Herrschaft von Alexandria nach Venedig gelangt waren. Vorgesehen war eine Basilika auf dem Besitz des Klosters San Zaccaria, wie Heinrich Kretschmayr aus dem Testament belegte („De corpus vero beati Mar[ci impono Feleicita]ti uxor[i] mee, ut hedificet basilicam ad suum honorem infra territorio S. Zacharie.“).
Diese zentrale Rolle der Felicitas (und ihrer Schwiegertochter Romana), die im 14. Jahrhundert bereits die Chronik des Dogen Andrea Dandolo aufführt, gelangte erst durch die Edition dieser Chronik wieder in die Geschichtsschreibung. Sie wird bis heute jedoch kaum gewürdigt. Für Holly Hurlburt war sie eine der frühmittelalterlichen Dogaresse, die im Hintergrund einen enormen Einfluss ausübten.

## Einordnung
Spätestens unter Agnellus war der Dogensitz um 811 von Malamocco nach Rivo Alto (der Insel Rialto), Keimzelle der späteren Stadt Venedig, verlegt und von Iustinianus nach dessen Amtsantritt bestätigt worden. Am 31. Januar 828 ereignete sich die außerordentlich folgenreiche Ankunft der Gebeine des Heiligen Marcus in Venedig. Zwar hatte Marcus der Legende nach in Aquileia gewirkt, doch nun war er physisch in Venedig anwesend.
Iustinianus war einerseits ein sehr wohlhabender Kaufmann, der, wie sein 829 aufgesetztes Testament belegt, eine Flotte von Handelsgaleeren unterhielt. Andererseits besaß er, wie die Grundherren des Festlands, umfangreiche Güter, auf denen Vieh gezüchtet, Getreide angebaut und Gartenwirtschaft betrieben wurde. Dabei standen ihm, laut seinem Testament, zahlreiche Knechte und Mägde zur Verfügung, wohl Hörige. Felicitas (und ihre Schwiegertochter) war dementsprechend in der Lage, so muss der Doge angenommen haben, dieses komplexe Konglomerat zu steuern.

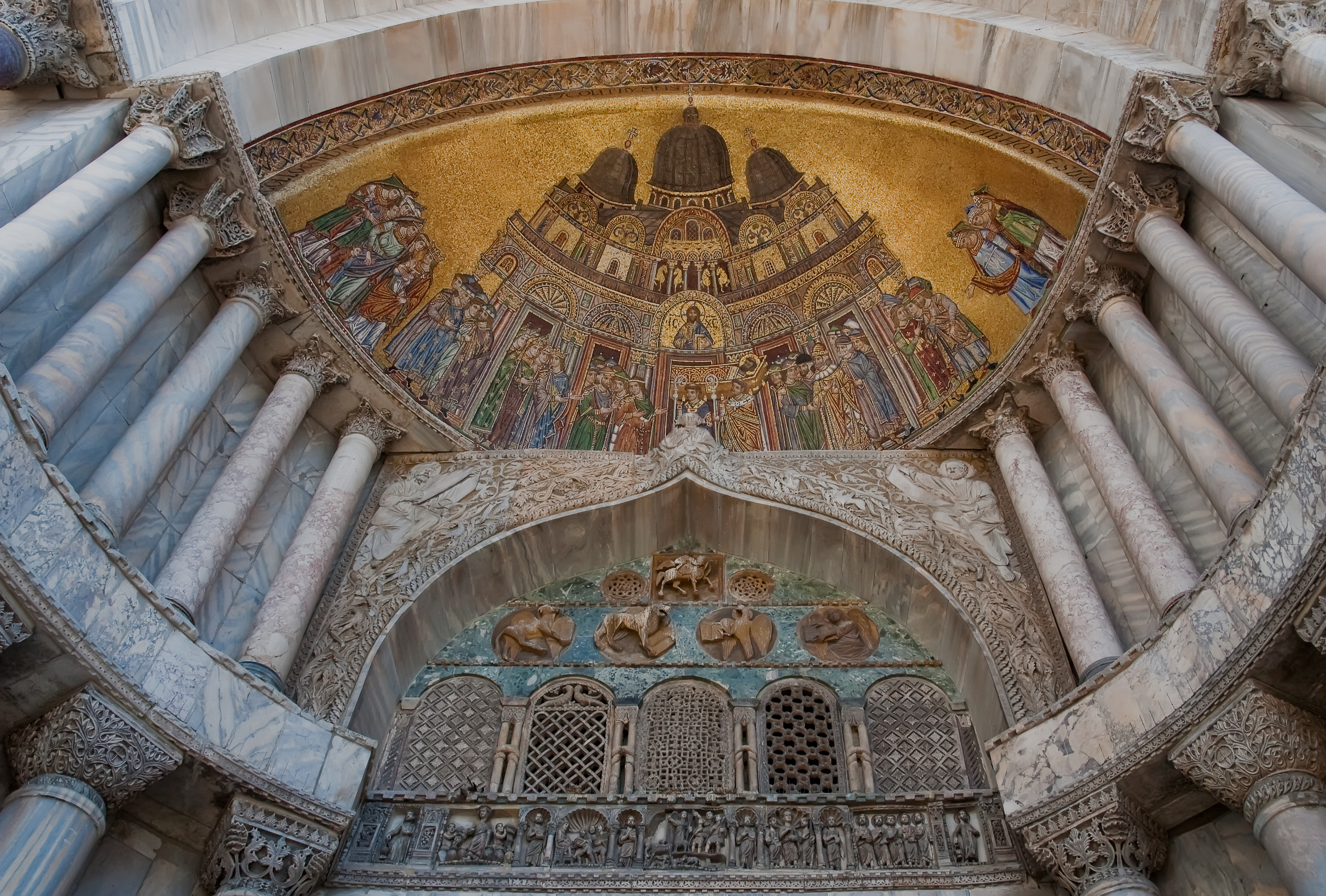
Das Mosaik der Porta Sant’Alipio an der Markuskirche ist das einzige erhaltene Mosaik des Mittelalters an der Westfassade. Es zeigt die Überführung der Gebeine des hl. Markus in die Kirche in Anwesenheit des Bischofs und des Dogen. Die Fassade der Kirche im Hintergrund ist mit den wichtigsten Charakteristika ihrer Gestalt in der 2. Hälfte des 13. Jahrhunderts dargestellt.

Venedigs Bistümer befanden sich im Bereich des Patriarchats von Grado, das versuchte, seine Unabhängigkeit gegenüber dem Patriarchat von Aquileia zu wahren. Dies war für Venedig mit dem Risiko einer Einmischung durch das Heilige Römische Reich verbunden, auf dessen Gebiet sich Aquileia befand. Weitere grenzübergreifende Strukturen, die eine scharfe Abgrenzung der Einflusssphären unmöglich machten, betrafen den Landbesitz der dominierenden Familien in Venedig, wie das 829 aufgesetzte Testament des Iustinianus erweist. Neben reichem Besitz im Dukat Venedig, also auf Rialto, in Iesolo, Torcello und in Cittanova, auf den Lidi und vielen Inseln, besaß die Familie auch Ländereien im karolingischen Treviso und um Pola auf Istrien. Ebenso bedeutend war der Teil des Vermögens, der im Handel angelegt war, aber auch in kirchlichen Stiftungen, wie denen von Sant’Ilario, San Zaccaria und eben im noch im Bau befindlichen San Marco.
Der erbenlose Doge versuchte am Ende seines Lebens das Einvernehmen mit seinem Bruder Iohannes wiederherzustellen, den er aus Konstantinopel zurückrief. Er erhob ihn nach der Rückkehr zum Mitregenten und auf diese Weise auch zu seinem Nachfolger.

## Rezeption
Für das Venedig zur Zeit des Dogen Andrea Dandolo war die Deutung, die man der Herrschaft der vier Dogen, des Agnellus Particiacus und seiner beiden Söhne Iustinianus und Iohannes sowie seines Enkels Agnellus (II.) beilegte, von hoher symbolischer Bedeutung. Das Augenmerk der Mitte des 14. Jahrhunderts längst fest etablierten politischen Führungsgremien, die zugleich die Geschichtsschreibung steuerten, galt der Entwicklung der Verfassung, den inneren Auseinandersetzungen zwischen den possessores, also der sich immer mehr abschließenden Gruppe der Besitzenden, die zugleich die politische Macht besetzten, aber auch den Machtverschiebungen innerhalb der Lagune, der Adria und im östlichen Mittelmeerraum sowie in Italien. Ähnlich wie bei der Familie der Galbaii, die gleichfalls eine Erbmonarchie angestrebt hatte, versuchte man die Unsicherheit der Verhältnisse auf Mängel in der Machtbalance zurückzuführen, einer Verfasstheit, die es noch nicht gestattete, die Macht des Dogen so einzubinden, dass keine Dynastiebildung mehr möglich war. Bei Iustinianus kam hinzu, dass in seiner Zeit überaus wichtige Reliquien nach Venedig kamen, die den bedeutendsten spirituellen Orten zugewiesen wurden, allen voran San Zaccaria und dem Markusdom. Derlei Reliquien spielten bei den Auseinandersetzungen mit Aquileia, mithin dem Reich, und Rom eine wichtige Rolle. Die gewalttätigen Konflikte zwischen den Familien beendeten sie nicht. Für Dandolo war die Rolle der beiden Frauen, die als Nachlassverwalterinnen eingesetzt wurden, zentral. So heißt es ausdrücklich: „Dux itaque Iustinianus … testamentum condidit, et Felicitatem coniugam suam, et Romanam nurum, fidei commissarias ordinavit“, Iustinianus habe also ausdrücklich Felicitas, seine Ehefrau, und Romana, seine Schwiegertochter, zu Sachwalterinnen seines Erbes gemacht.
Die älteste volkssprachliche Chronik, die Cronica di Venexia detta di Enrico Dandolo aus dem späten 14. Jahrhundert erwähnt hingegen Felicitas mit keinem Wort. Auch Pietro Marcello erwähnt sie 1502 in seinem später ins Volgare unter dem Titel Vite de'prencipi di Vinegia übersetzten Werk nicht. Agnello habe seinen jüngeren Sohn Giovanni zu seinem „compagno“ gemacht, woraufhin sich Giustiniano, aus Konstantinopel nach Venedig zurückgekehrt, ostentativ geweigert habe, zum Vater zurückzukehren. Dieser habe am Ende nachgegeben. Nun habe „Angelo“ seinen Sohn Giustiniano nebst dessen Sohn Angelo „si prese per compagno nel Prencipato“. Nach einem Misserfolg der Flotte gegen die Sarazenen schildert er besonders ausführlich die Translation der Reliquien des hl. Markus.
Lakonisch berichtet auch die Chronik des Gian Giacomo Caroldo, fertiggestellt 1532, Iustinianus, von Krankheit schwer belastet und ohne Kinder, habe seinen Bruder aus Konstantinopel zurückgerufen und ihn zu seinem ‚Mitdogen und Amtsnachfolger‘ gemacht. Testamentarisch hinterließ er den Klöstern von „San Illario e di San Zaccaria molte possessioni“, er überließ ihnen also umfangreiche Besitztümer. Felicitas wird auch hier nicht genannt.

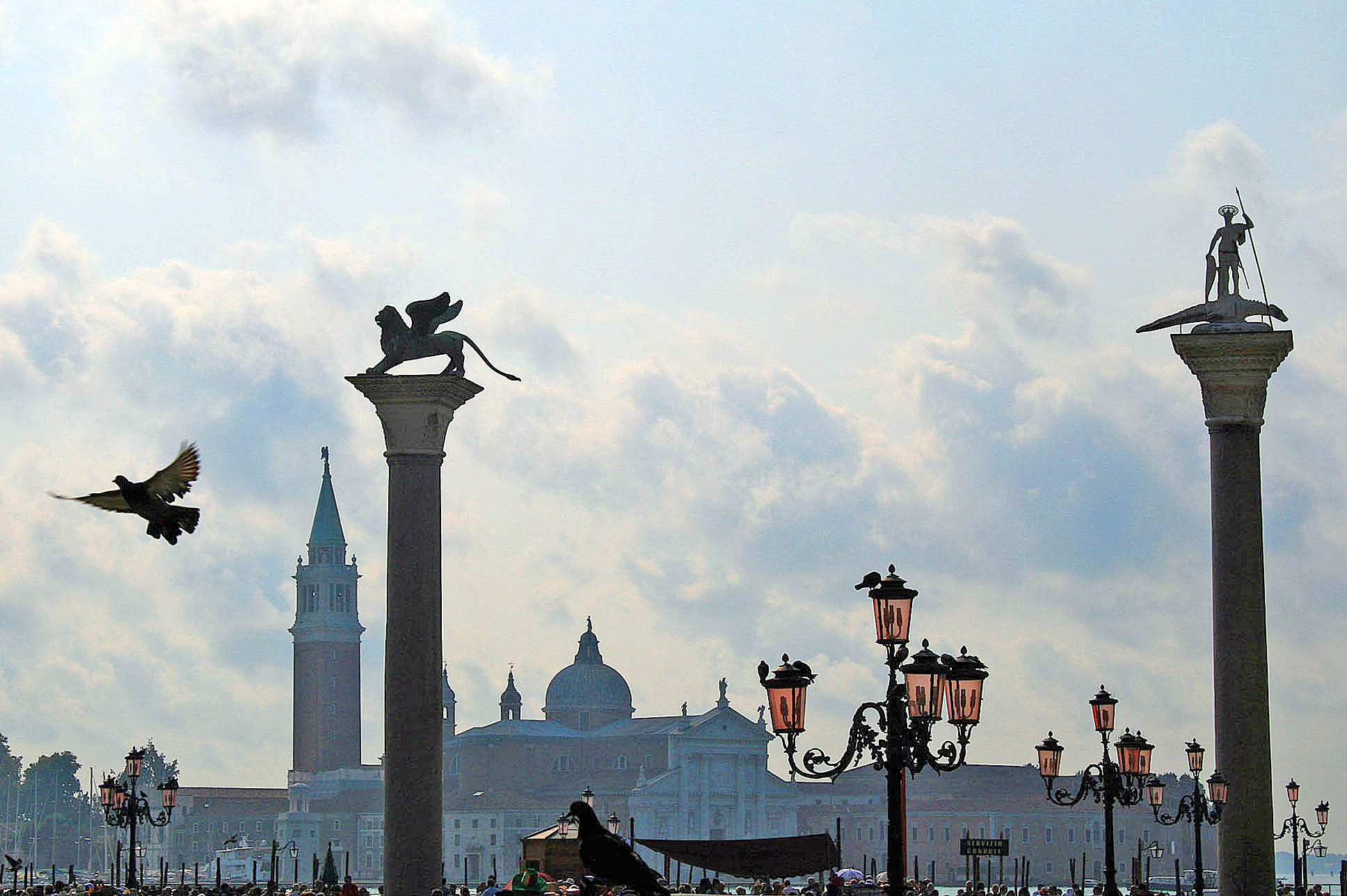
Blick auf die Säulen mit den Schutzheiligen Venedigs, links Marcus mit dem Löwen, rechts Theodor mit dem getöteten Drachen, Richtung San Giorgio Maggiore

Für den Frankfurter Juristen Heinrich Kellner, der die venezianische Chronistik im deutschen Sprachraum bekannt machte, wobei er weitgehend Marcello folgte, übernahm in seiner 1574 erschienenen Chronica das ist Warhaffte eigentliche vnd kurtze Beschreibung, aller Hertzogen zu Venedig Leben Justinianus nach dem Tod seines Vaters „das Regiment der Gemein allein an/im jar 827“. Ausführlich schildert Kellner die Überführung der besagten Reliquien nach Venedig. Justinians Testament sah eine Erweiterung der Markuskirche vor, dazu sollten S. Zaccaria und „S. Kiliani“ „mit grossem Eynkommen“ beschenkt werden.
In der Übersetzung der Historia Veneta des Alessandro Maria Vianoli, die 1686 in Nürnberg unter dem Titel Der Venetianischen Hertzogen Leben / Regierung, und Absterben / Von dem Ersten Paulutio Anafesto an / biss auf den itzt-regierenden Marcum Antonium Justiniani erschien, führt der Autor das Testament des Dogen zwar gleichfalls an, doch findet Felicitas auch bei ihm keine Erwähnung. Noch Johann Friedrich LeBret, der ab 1769 seine vierbändige Staatsgeschichte der Republik Venedig veröffentlichte, ignorierte diese Rolle in seiner Darstellung.
Bereits 1728 hatte die Edition der Dandolo-Chronik durch Muratori im Rahmen der Rerum Italicarum Scriptores Felicitas nicht nur als „moglie“ (‚Ehefrau‘), sondern auch als „fidecomissaria“ seines Testaments erwähnt (Bd. 12, Mailand 1728, S. 478).
Samuele Romanin räumte „Giustiniano“ 1853 im ersten Band seines zehnbändigen Opus  Storia documentata di Venezia wenige Seiten ein. Als dieser nach Verhandlungen aus Konstantinopel zurückkehrte, weigerte er sich, den Vater aufzusuchen, als er seinen jüngeren Bruder als Mitdogen sah. Er zog sich mit seiner Frau in ein Haus nahe der Kirche San Severo zurück. Beim Sturz Kaiser Leos war der Enkel des Agnellus, der Sohn der Felicitas, anwesend, um 820 dem neuen Kaiser zu huldigen. In seinem Testament vermerkt Iustinianus seine Frau „Felicia“ und seine Schwiegertochter Romana, wobei Romanin aus den „Pacta I, 39“  und „Dandolo“ zitiert (S. 169). Dort heißt seine Frau allerdings „Felicitas“, bzw. „Felicita“, nicht „Felicia“: „Vos non Felicitate uxore mea et Romana nure mea heredes mihi instituo …“ und „Dux itaque Justinianus imminente sibi morte, testamentum condidit et Felicitatem conjugem suam et Romanam nuram fidescommissarias ordinavit“, wie er selbst zitiert.
1861 mutmaßte Francesco Zanotto in seinem Il Palazzo ducale di Venezia, dass es erst durch die Erhebung seines jüngeren Sohnes zum Mitdogen zu ‚bitterem‘ Zwist in der Dogenfamilie gekommen sei. Zusammen mit seiner Frau „Felicia o Felicita“ habe sich Iustinianus zurückgezogen, sei aber ‚durch neuerliche Schwäche‘ des alten Dogen zu Lasten seines Bruders nun seinerseits zum Mitdogen erhoben worden.
Heinrich Kretschmayr glaubte, Agnellus habe „zum Thronwechsel von 814 seinen Sohn Justinian, zu dem von 820 seinen Enkel Agnellus mit dessen griechischer Gemahlin Romana nach Konstantinopel zur Huldigung“ gesandt. Er glaubt, der Sturz des Dogensohnes Iohannes, der schließlich nach Konstantinopel verbannt wurde, mache klar, dass dieser Sturz von Byzanz seinen Ausgang nahm. Hingegen sei in der Gegenrichtung der ältere Bruder Iustinianus nicht nur mit dem Ehrentitel Hypathos ausgestattet, sondern sein Sohn sogar zum Mitdogen erhoben worden.
Das naive, alle überlieferten Nachrichten als gleichermaßen glaubhaft gewichtende Werk von Edgcumbe Staley aus dem Jahr 1910, wird jüngst mit all seinen Fehlern zitiert, weil es digital verfügbar und in Englisch verfasst ist. Außer Allgemeinplätzen und (hier) Annahmen über eine angeblich tiefreligiöse Gesellschaft bietet es jedoch auch im Fall der Felicitas nur eine in seiner Zeit gefällige Form. Dabei wird Pompeo Gherardo Molmentis Werk La dogaressa di Venezia von 1884 explizit als Ausgangspunkt genannt (Preface).